# Ramsey Nasr
 (février 2019).
Si vous disposez d'ouvrages ou d'articles de référence ou si vous connaissez des sites web de qualité traitant du thème abordé ici, merci de compléter l'article en donnant les références utiles à sa vérifiabilité et en les liant à la section « Notes et références ».
Ramsey Nasr, né le 28 janvier 1974 à Rotterdam, est un acteur, poète et écrivain néerlandais, d'origine palestinienne.

## Biographie
Ramsey Nasr, né en 1974 à Rotterdam dans une famille palestino-néerlandaise, est diplômé en 1995 de l'école d'art dramatique d'Anvers.
Il remporte en 2013 le Gouden Ganzenveer (en). En 2015, il remporte le prix Louis d'Or.
Il joue dans The other voice mis en scène par Ivo van Hove
En 2019, il est nommé avec Hannah Hoekstra pour le Toneelprijzen.

## Filmographie

### Cinéma et téléfilms
- 1991 : 12 steden, 13 ongelukken (nl) : Dennis
- 1996 : Frans en Duits : Frans
- 1997 : Veilig rijen : Le passager
- 1998 : Thuisfront : Le plombier
- 1998 : Un homme et son chien : Kees
- 1998 : Recht op recht (nl) : Maître Goldstein
- 2000 : Mariken (nl) : Duvel
- 2001 : De acteurs : Huub
- 2001 : Magonia (nl) : Memed
- 2001 : Liefje (nl) : Erik
- 2002 : The Enclave (en) : Ibro Hadzic
- 2002 : Tonino (nl) : Tonino
- 2004 : Armando : Armando
- 2004 : Mon ange : Type au motel
- 2005 : Enneagram : Le jeune prêtre
- 2005 : Leef! (nl) : Leo
- 2008 : Het echte leven (nl) : Deux rôles (Milan et Martin)
- 2011-2015 : Overspel (nl) : Pepijn van Erkel
- 2012 : Süskind : Mendel Blumgarten
- 2012 : Goltzius et la Compagnie du Pélican : Hendrick Goltzius
- 2016-2017 : Centraal Medisch Centrum (nl) : Jaap Schot
- 2018 : LOIS (nl) : Onno van Zuylen
- 2018 : Over Water (nl) : Kain
- 2019 : Oogappels (nl) : Erik Larooi

### Presse
- (nl) « Ramsey Nasr heeft een huiskamer vol rariteiten », De Volkskrant,‎ 2017
- (nl) « Ramsey Nasr vond Jude's lot hartverscheurend », Trouw,‎ 2018
- (nl) « Naar Venetië wilde acteur en schrijver Ramsey Nasr », De Volkskrant,‎ 2019
- (nl) « De biologische klok van Ramsey Nasr », De Morgen,‎ 2019